# 高木多喜男
高木 多喜男（たかぎ たきお、1930年（昭和5年）9月20日 -2019年（令和元年）8月29日）は、日本の法学者。専門は民法。担保物権の権威。神戸大学法学部教授・大阪学院大学法科大学院教授を経て、神戸大学名誉教授。指導教官は柚木馨。瑞宝中綬章受章。叙正四位。兵庫県神戸市生まれ。

## 略歴
- 1953年（昭和28年） 神戸大学法学部卒業
- 1982年（昭和57年） 法学博士（神戸大学）（学位論文「遺留分制度の研究」）
- 神戸大学助教授
- 神戸大学教授
- 大阪学院大学法科大学院教授

## 主著
- 『金融取引と担保』（有斐閣、1980年）
- 『遺留分制度の研究』（成文堂、1981年）
- 『不動産法の研究』（成文堂、1981年）
- 『担保物権法〔第三版〕』（有斐閣、1982年） - 柚木馨著の初版を改訂。法律学全集19
- 『口述 相続法』（成文堂、1988年）
- 『遺産分割の法理』（有斐閣、1992年）
- 『金融取引の法理（第一巻-第三巻）』（成文堂、1996年-1997年）
- 『担保物権法』（有斐閣、初版1984年、第四版2005年）